# Doryphora
Doryphora es un género con cuatro especies de plantas fanerógamas perteneciente a la familia Atherospermataceae. 

## Taxonomía
El género fue descrito por Stephan Ladislaus Endlicher  y publicado en Genera plantarum secundum ordines naturales disposita 315. 1837. La especie tipo es: Doryphora sassafras Endl.

## Especies
- Doryphora aromatica (Bailey) L.S.Sm.
- Doryphora austro-caledonica Seem.
- Doryphora sassafras Endl.
- Doryphora vieillardi Baill.